# Daniel Fernandes (auteur)
Pour les articles homonymes, voir Daniel Fernandes.
Daniel Fernandes (né le 18 septembre 1978 à Bordeaux) est un auteur de bande dessinée de langue française.

## Biographie
Il a débuté dans le milieu du fanzine comme scénariste de Reflex, Spell et de La Fiancée du Tentacule chez Climax Comics, avant d'écrire le crossover Ozark/Spell et une histoire courte d’Homicron pour la collection Pocket de Semic.
Après la naissance du studio Makma dont il est l’un des membres fondateurs, il se professionnalise en créant le comic book Division K, publié au Mexique, et en traduisant des bandes dessinées américaines pour Semic (Batgirl, Robotech, Transformers, Zero Hour, etc.).
Il a scénarisé avec Edmond Tourriol les séries parodiques Banc de Touche chez Kantik, avec Albert Carreres au dessin, et La France de Tout En Bas chez BAC@BD.
Le second tome de la série Banc de Touche a été pré-publié dans le journal L'Équipe pendant la coupe du monde de Football 2010.
Avec la même équipe, il travaille sur la série Zlatan Style, chez Hugo BD, dont le 3e tome est paru en mai 2015, puis sur Neymar Style et Le Réveil des Bleus.
Il a également écrit, en compagnie de Stephan Boschat et Philippe Dos Santos, la série de mangas Urban Rivals pour les éditions Delcourt, avant d'entamer en 2016 le lancement de la série L'équipe Z (manga publié chez Kotoji), toujours en compagnie d'Edmond Tourriol et Albert Carreres. Le troisième tome de L'équipe Z sera publié par Flibusk en 2019. 

## Albums
- Banc de Touche T1, Éd. Kantik, 2010
- Banc de Touche T2, Éd. Kantik, 2010
- Banc de Touche HS, Spécial OM, Éd. Kantik, 2011
- La France de Tout en Bas, Éd. Bac@BD, 2011
- Zlatan Style T1, Éd. Hugo BD, 2013
- Zlatan Style T2, Éd. Hugo BD, 2014
- Zlatan Style T3, Éd. Hugo BD, 2015
- Urban Rivals T1, Éd. Delcourt, 2014
- Urban Rivals T2, Éd. Delcourt, 2015
- L'Équipe Z T1, Éd. Kotoji, 2016
- Le Réveil des Bleus, Éd. Hugo BD, 2016
- L'Équipe Z T2, Éd. Kotoji, 2017
- Neymar Style, Éd. Hugo BD, 2018
- PSG Infinity T2, Éd. Soleil, 2018
- L'Équipe Z T3, Éd. Flibusk, 2019